# Mell Lazarus

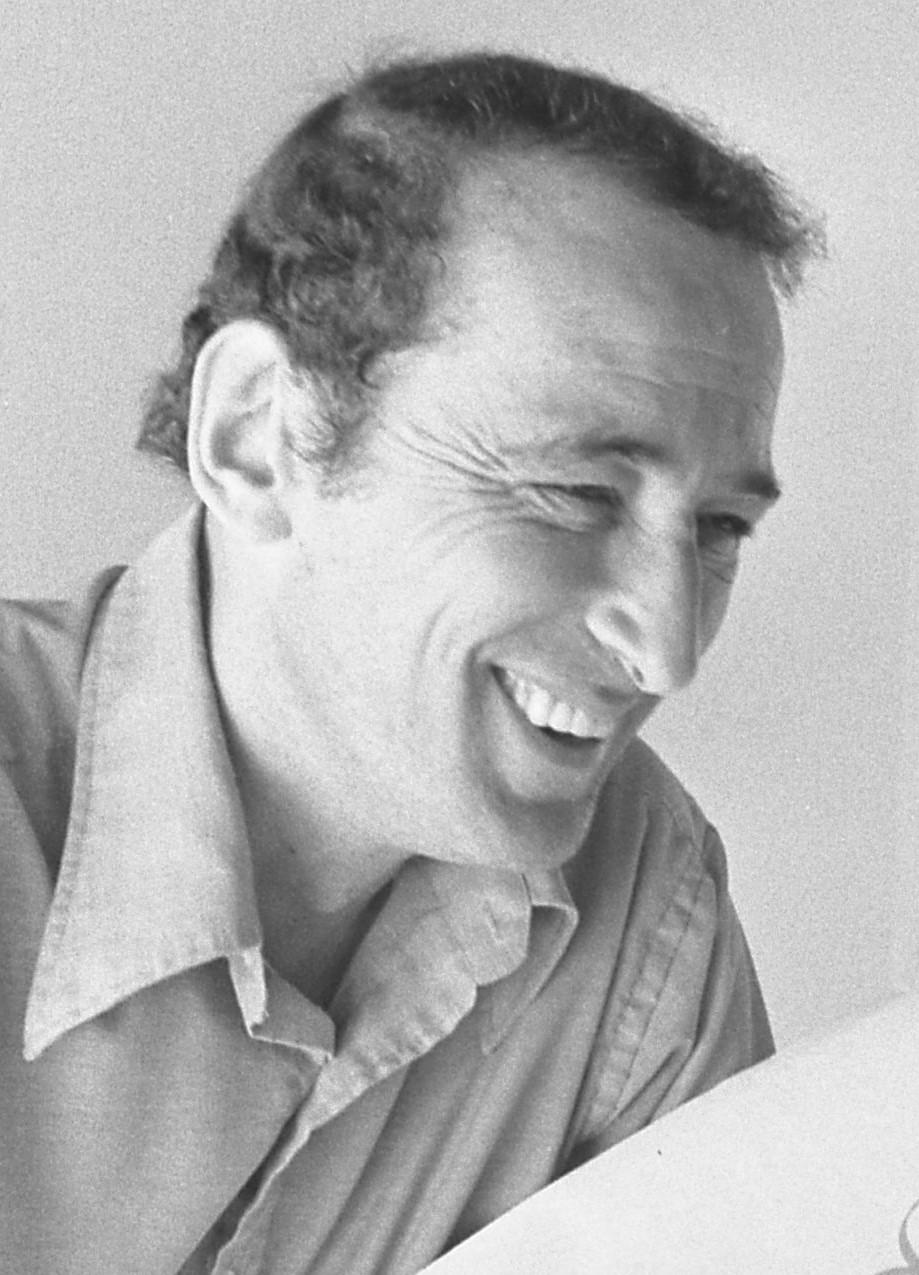
Mell Lazarus (1973)

Mell Lazarus (* 3. Mai 1927 in Brooklyn, New York City; † 24. Mai 2016 in Kalifornien) war ein US-amerikanischer Comiczeichner.

## Leben
Als Teenager begann Lazarus bereits zu zeichnen. Nach der High School wurde er Assistent bei Al Capp. Ab 1957 veröffentlichte er den humoristischen Comic-Strip Miss Peach um eine Lehrerin und ihre Schulklasse. Der Strip lief 45 Jahre lang und wurde in 300 Tageszeitungen gedruckt. Ab 1970 folgte Momma, ein Comic-Strip über die Seniorin Sonja Hobbs und ihre drei heranwachsenden Kinder Francis, Marylou und Thomas, der bis heute erscheint. In Deutschland erschienen Lazarus’ einfach gezeichnete Geschichten in der Reihe Comics-Weltbekannte Zeichenserien (1,2,8) beim Carlsen Verlag.

## Auszeichnungen (Auswahl)
- 1981: Reuben Award für Miss Peach und Momma